# جوسيف جاست
جوسيف جاست (بالتشيكية: Josef Just)‏ (19 مارس 1973 بتشيكوسلوفاكيا - ) هو لاعب كرة قدم تشيكي (وحمل سابقاً جنسية تشيكوسلوفاكيا) في مركز الوسط. شارك مع منتخب جمهورية التشيك تحت 21 سنة لكرة القدم. أما مع النوادي، فقد لعب مع نادي تيبليتسه ونادي يابلونتس.

## وصلات خارجية
- جوسيف جاست على موقع الاتحاد التشيكي (الإنجليزية)
- جوسيف جاست على موقع قاعدة بيانات كرة القدم.إي يو (الإنجليزية)